# Naranapuram
Naranapuram è una suddivisione dell'India, classificata come town panchayat, di 9.342 abitanti, situata nel distretto di Virudhunagar, nello stato federato del Tamil Nadu. In base al numero di abitanti la città rientra nella classe V (da 5.000 a 9.999 persone).

## Geografia fisica
La città è situata a 09° 25' 51 N e 77° 50' 04 E.

## Società

### Evoluzione demografica
Al censimento del 2001 la popolazione di Naranapuram assommava a 9.342 persone, delle quali 4.605 maschi e 4.737 femmine. I bambini di età inferiore o uguale ai sei anni assommavano a 1.207, dei quali 630 maschi e 577 femmine. Infine, coloro che erano in grado di saper almeno leggere e scrivere erano 5.928, dei quali 3.344 maschi e 2.584 femmine.